# Medzilaborce
Medzilaborce is een Slowaakse gemeente in de regio Prešov, en maakt deel uit van het district Medzilaborce.
Medzilaborce telt 6659 inwoners.

## Economie en infrastructuur
Glas en machinale industrie hebben de langste traditie in de stad Medzilaborce.
Al vanaf de jaren 70 is het al een bedrijfstak van Jablonecke sklame en later Lusk, die ongeveer 600 medewerkers hadden in de glasindustrie. Het bedrijf is gestopt met produceren na privatisering. Glass LPS is nu de volger van een 45 jaar oude traditie van de glasindustrie in Medzilaborce en nog steeds producent van kristallen kroonluchters en geslepen kristallen lichtbrekers.
In de machinale industrie van Medzilaborce was het Transporta, later Vihorlat, met 1200 medewerkers. Privatisatie en crisis hebben de hele fabriek geruïneerd. Tegenwoordig zijn het de bedrijven Kovostroj en Labstroj die verder zijn gegaan met machinale industrie.

### Belangrijkste werkgevers
- Glass LPS Ltd.
- Kovostroj Inc.
- Labstroj Ltd.

In Medzilaborce is sinds 1870 het grensstation Medzilaborce gelegen.

## Cultuur
De gemeente is het meest gekend voor het Andy Warhol Museum voor Moderne Kunst, dat opgedragen is aan de kunstenaar en zijn familie, die afkomstig was uit het naburige dorpje Miková.

## Galerij

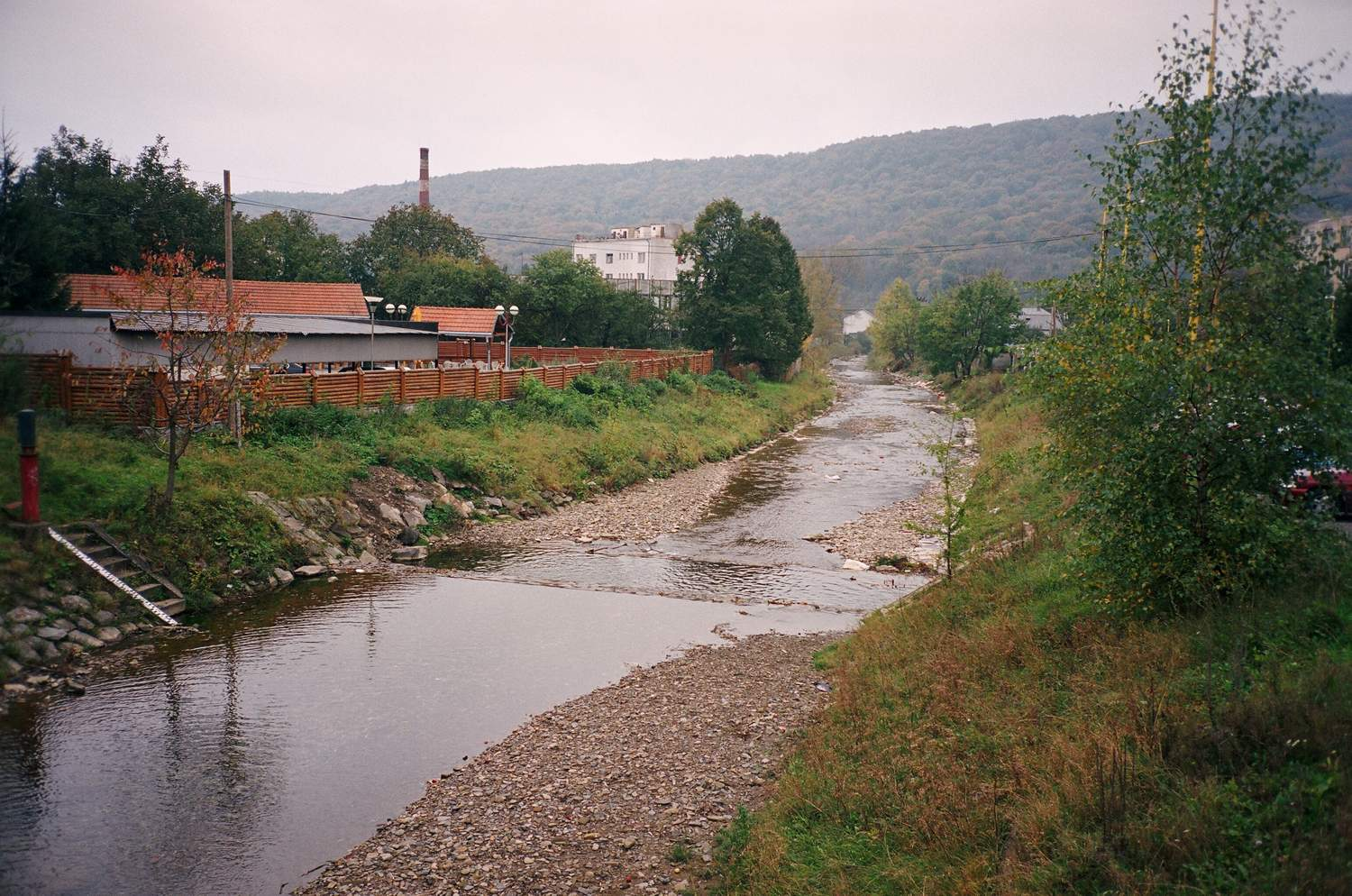
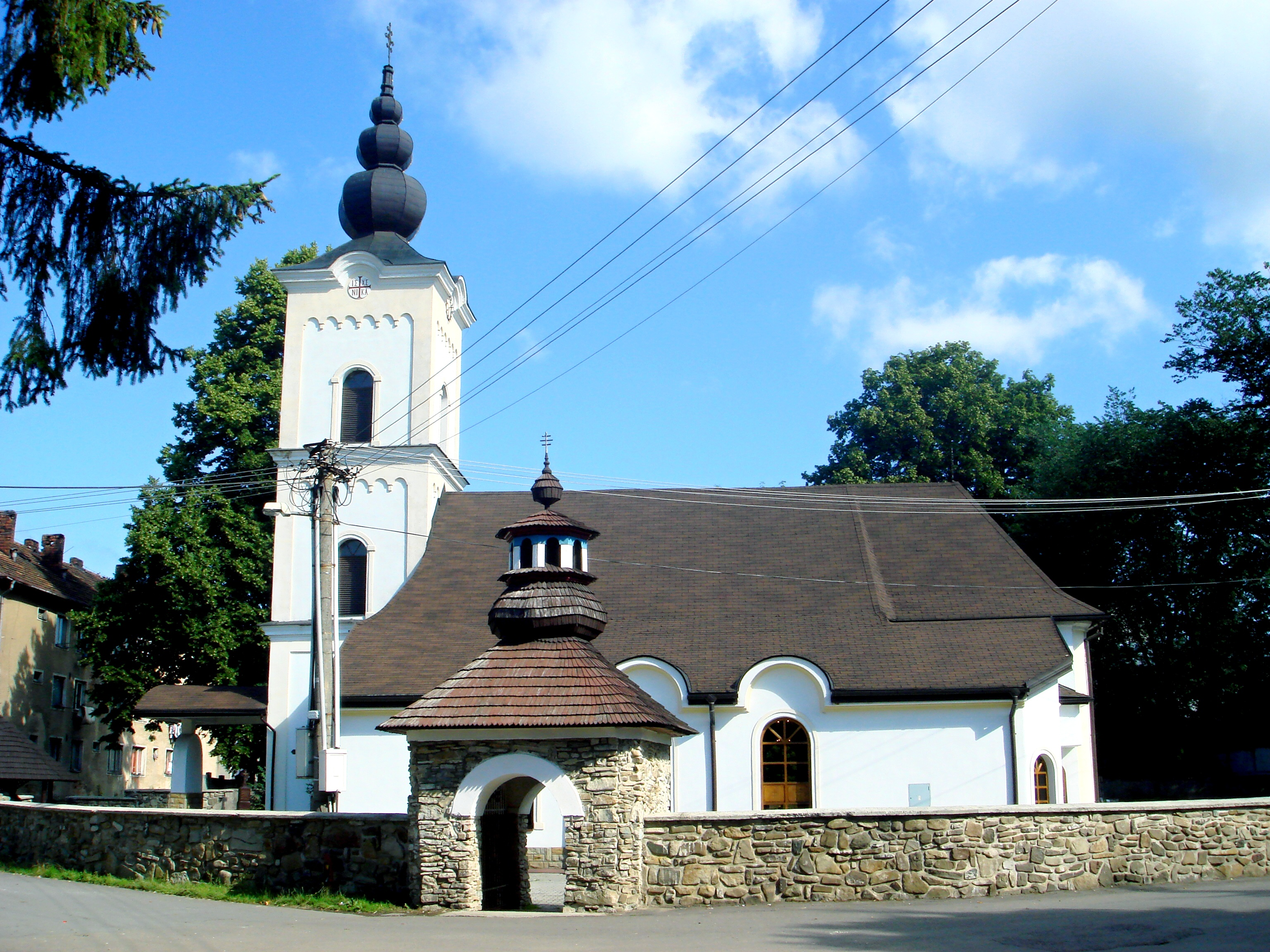
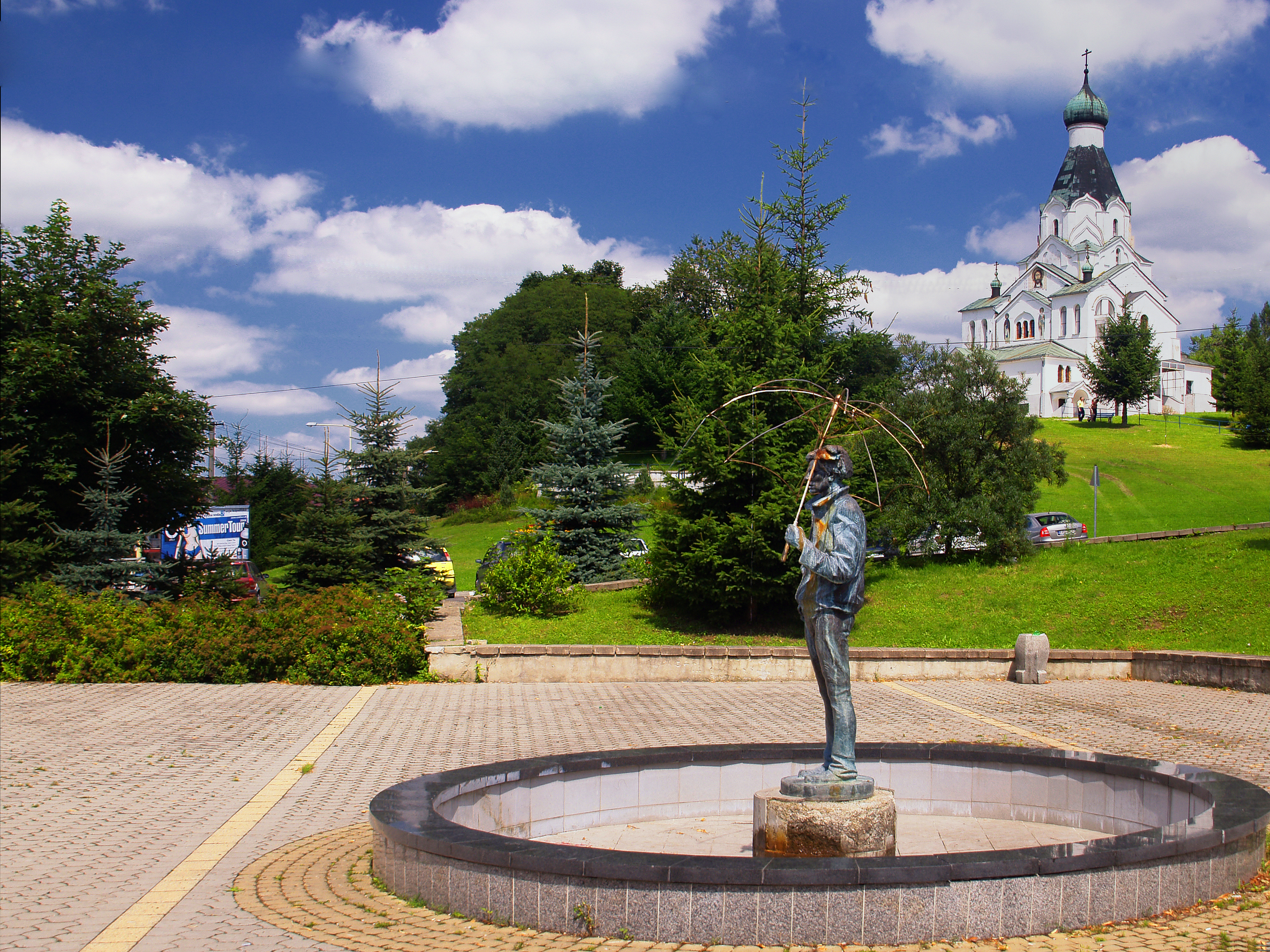
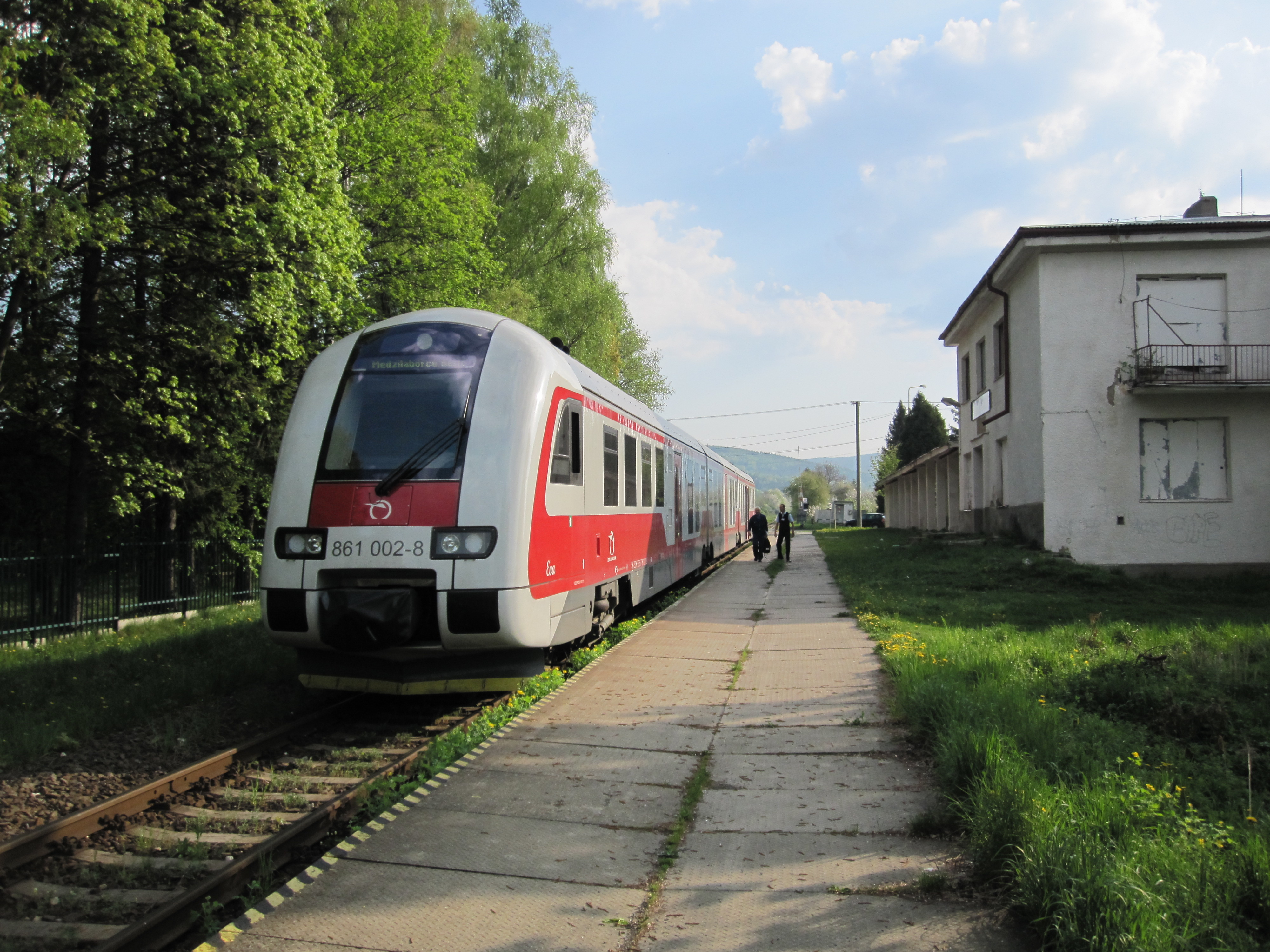
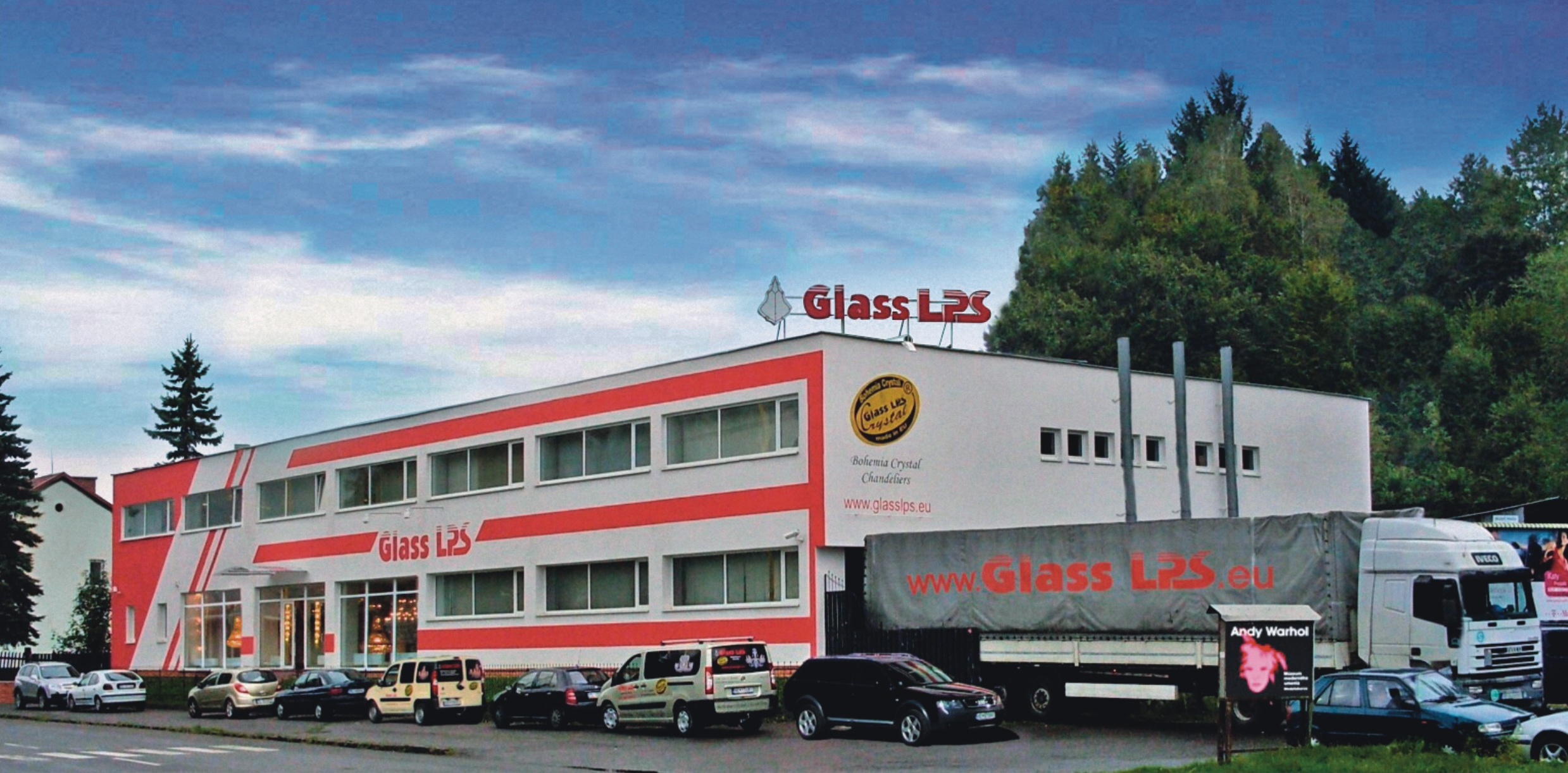
Glass LPS, fabrikant van kristallen kroonluchters
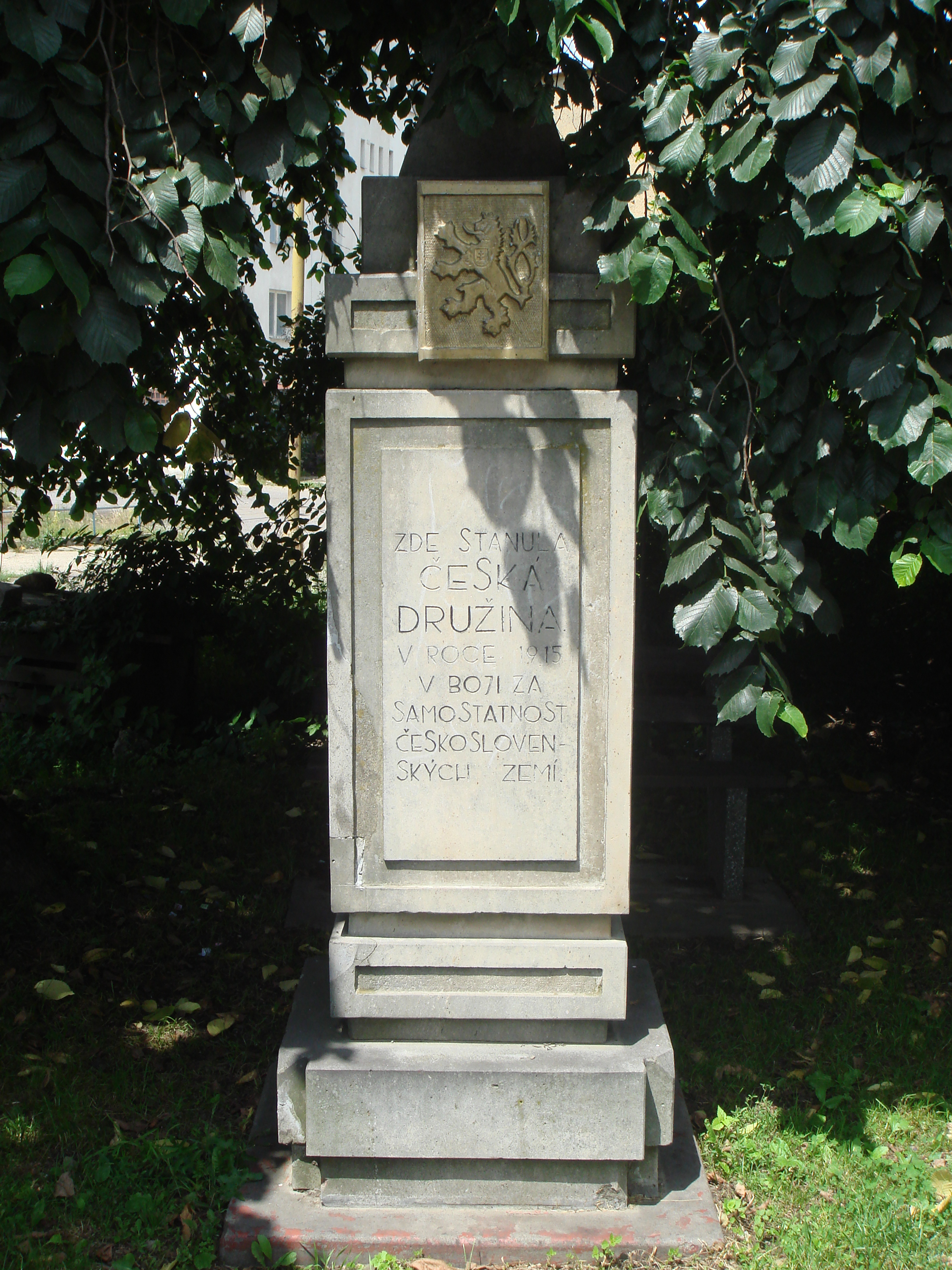
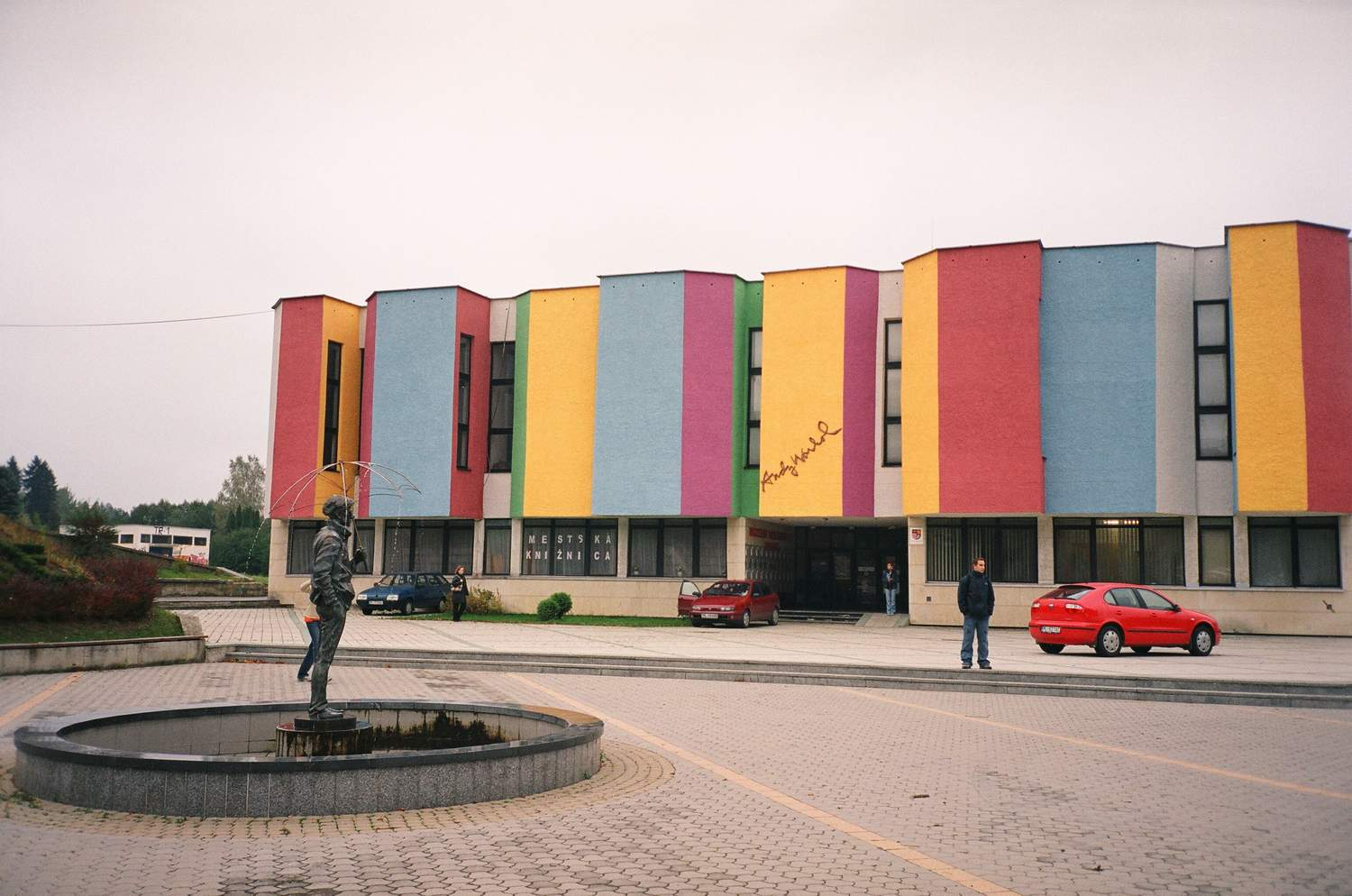
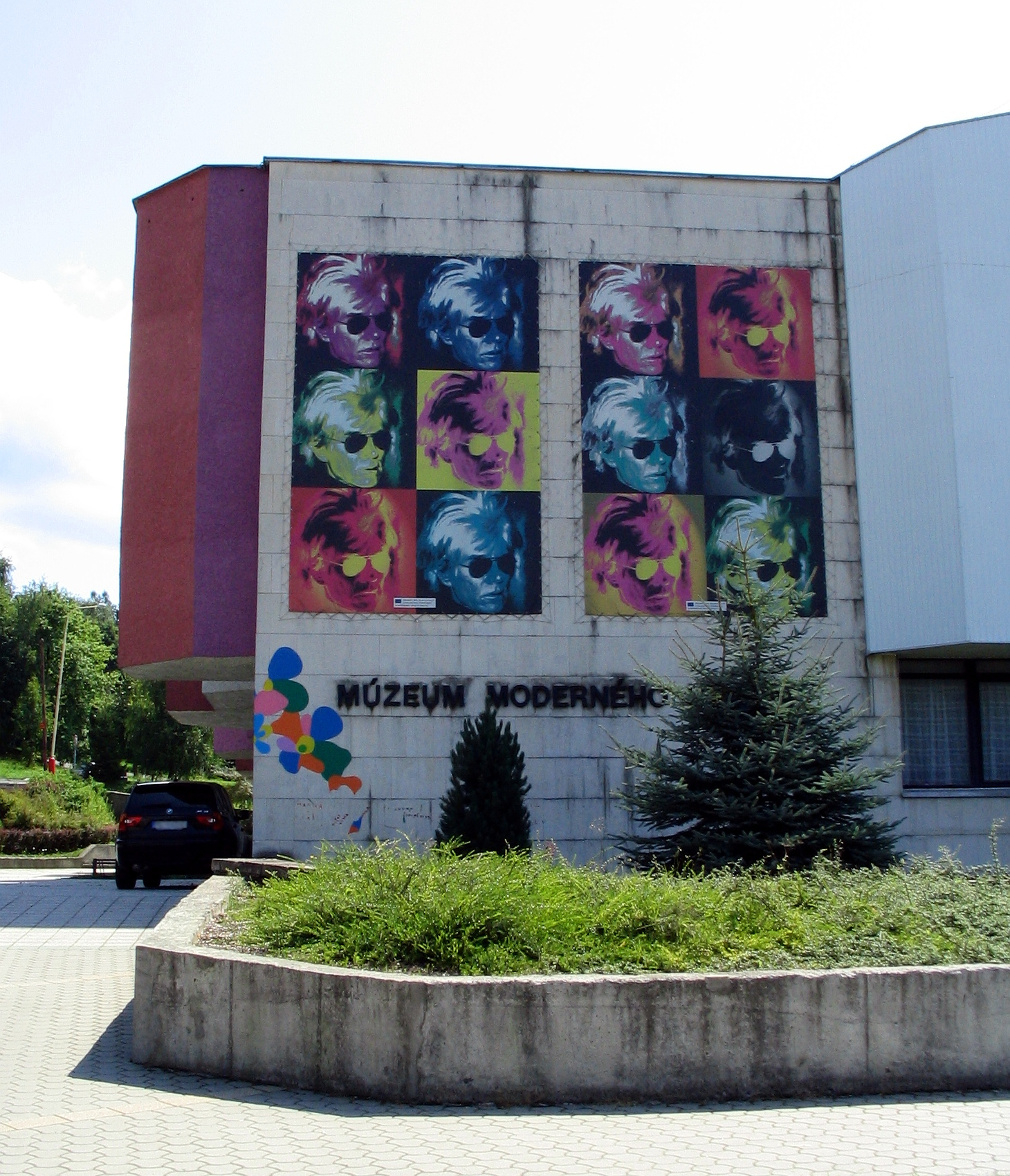
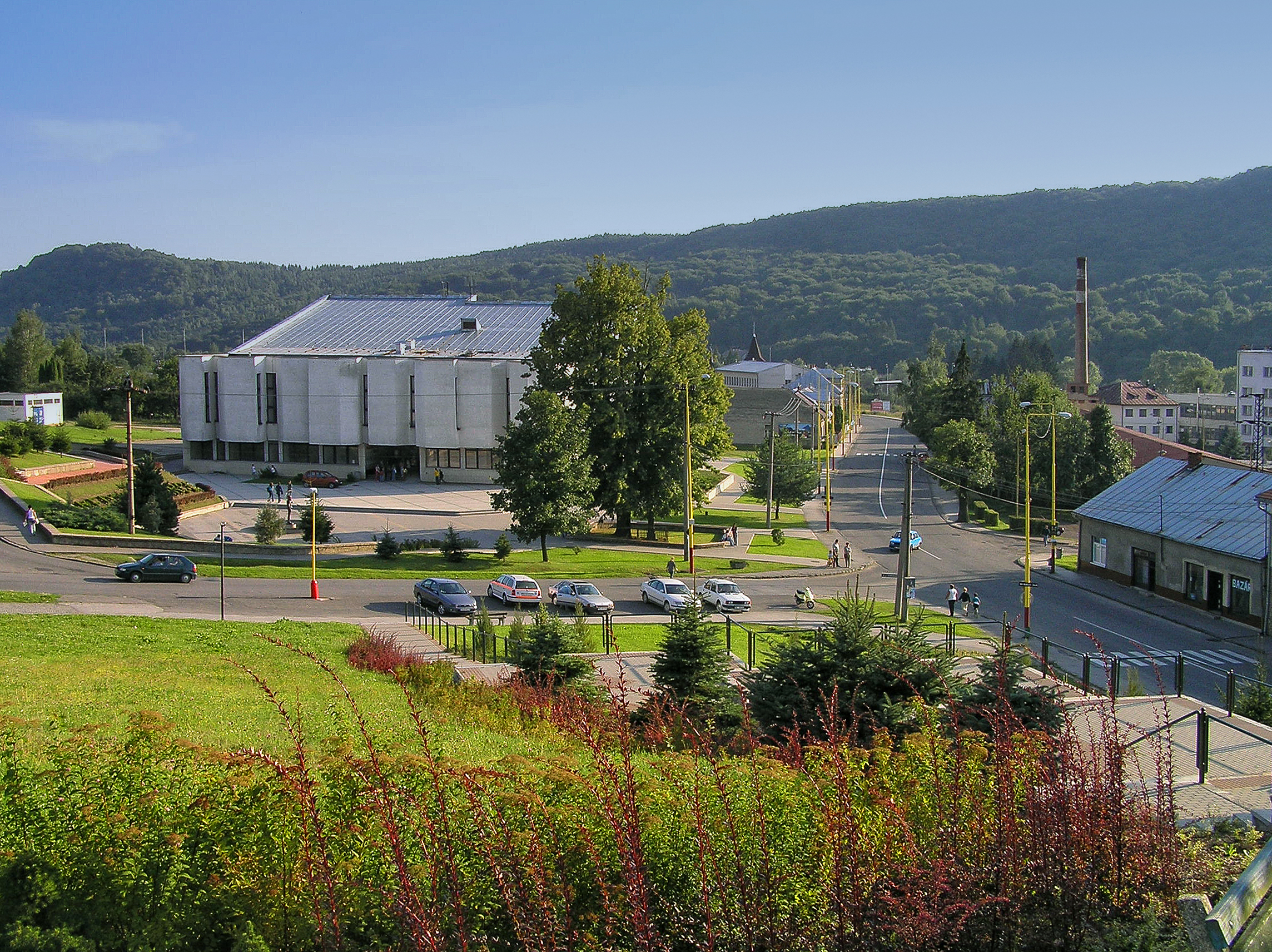

Brestov nad Laborcom · Čabalovce · Čabiny · Čertižné · Habura · Kalinov · Krásny Brod · Medzilaborce · Ňagov · Oľka · Oľšinkov · Palota · Radvaň nad Laborcom · Repejov · Rokytovce · Roškovce · Sukov · Svetlice · Valentovce · Volica · Výrava ·  Zbojné · Zbudská Belá